# Episodi di Wolff, un poliziotto a Berlino (terza stagione)
Gli episodi della seconda serie di "Wolff, un poliziotto a Berlino" sono stati trasmessi per la prima volta in Germania tra il 19 maggio 1994 e il 23 giugno 1994. In Italia, sono stati trasmessi su Raidue tra l'11 e il 17 agosto 1997. L'unica eccezione è l'episodio "Mio padre costruisce una bomba" trasmesso in prima visione su Retequattro il 9 aprile 2007. 
| nº   | Titolo originale          | Titolo italiano                | Prima TV Germania | Prima TV Italia        |
| ---- | ------------------------- | ------------------------------ | ----------------- | ---------------------- |
| 1-37 | Palermo ist nah           | Palermo è vicina               | 19 maggio 1994    | 14 luglio 1997 - 15,25 |
| 2-38 | Ich hatt' einen Kameraden | Avevo un collega               | 26 maggio 1994    | 11 luglio 1997 - 15,25 |
| 3-39 | Mein Vater baut die Bombe | Mio padre costruisce una bomba | 2 giugno 1994     | 9 aprile 2007 - 15,10  |
| 4-40 | Die Geisel                | L'ostaggio                     | 9 giugno 1994     | 17 luglio 1997 - 15,25 |
| 5-41 | Grauzone                  | La zona grigia                 | 16 giugno 1994    | 15 luglio 1997 - 15,25 |
| 6-42 | Love Hotel                | Love Hotel                     | 23 giugno 1994    | 16 luglio 1997 - 15,25 |